# Alberto Belgeri
Alberto Belgeri es un deportista italiano que compitió en remo. Ganó una medalla de oro en el Campeonato Mundial de Remo de 1986, en la prueba de doble scull.

## Palmarés internacional
| Campeonato Mundial | Campeonato Mundial       | Campeonato Mundial | Campeonato Mundial |
| Año                | Lugar                    | Medalla            | Prueba             |
| ------------------ | ------------------------ | ------------------ | ------------------ |
| 1986               | Nottingham (Reino Unido) | Medalla de oro     | Doble scull        |